# Okręg wyborczy nr 15 do Senatu Rzeczypospolitej Polskiej (2001–2011)
Okręg wyborczy nr 15 do Senatu Rzeczypospolitej Polskiej obejmował w latach 2001–2011 obszar miasta na prawach powiatu Płocka oraz powiatów ciechanowskiego, gostynińskiego, mławskiego, płockiego, płońskiego, przasnyskiego, sierpeckiego, sochaczewskiego, żuromińskiego i żyrardowskiego (województwo mazowieckie). Wybierano w nim 2 senatorów na zasadzie większości względnej.
Powstał w 2001, jego obszar należał wcześniej do okręgów obejmujących województwa ciechanowskie i płockie oraz części województw skierniewickiego i warszawskiego. Zniesiony został w 2011, na jego obszarze utworzono nowe okręgi nr 38 i 39.
Siedzibą okręgowej komisji wyborczej był Płock.

## Reprezentanci okręgu
| Rok  | Senator komitet wyborczy                     | Senator komitet wyborczy                                          | Senator komitet wyborczy                     | Senator komitet wyborczy                                       |
| ---- | -------------------------------------------- | ----------------------------------------------------------------- | -------------------------------------------- | -------------------------------------------------------------- |
| 2001 |                                              | Zbigniew Kruszewski KKW Sojusz Lewicy Demokratycznej – Unia Pracy |                                              | Jolanta Popiołek KKW Sojusz Lewicy Demokratycznej – Unia Pracy |
| 2005 |                                              | Janina Fetlińska Prawo i Sprawiedliwość                           |                                              | Przemysław Berent Platforma Obywatelska RP                     |
| 2007 | Eryk Smulewicz Platforma Obywatelska RP      | Janina Fetlińska Prawo i Sprawiedliwość                           |                                              |                                                                |
| 2010 | Eryk Smulewicz Platforma Obywatelska RP      |                                                                   | Michał Boszko Polskie Stronnictwo Ludowe     |                                                                |
| 2011 | okręg zniesiony – patrz okręgi nr 38 i nr 39 | okręg zniesiony – patrz okręgi nr 38 i nr 39                      | okręg zniesiony – patrz okręgi nr 38 i nr 39 | okręg zniesiony – patrz okręgi nr 38 i nr 39                   |

## Wyniki wyborów
Symbolem „●” oznaczono senatorów ubiegających się o reelekcję.

### Wybory parlamentarne 2001
| Kandydat                                              | Kandydat                | Komitet wyborczy                                                          | Głosów |
| ----------------------------------------------------- | ----------------------- | ------------------------------------------------------------------------- | ------ |
|                                                       | Zbigniew Kruszewski●    | KKW Sojusz Lewicy Demokratycznej – Unia Pracy                             | 82 809 |
|                                                       | Jolanta Popiołek        | KKW Sojusz Lewicy Demokratycznej – Unia Pracy                             | 78 393 |
|                                                       | Adam Struzik●           | Polskie Stronnictwo Ludowe                                                | 71 735 |
|                                                       | Tadeusz Zalewski        | Samoobrona Rzeczpospolitej Polskiej                                       | 52 620 |
|                                                       | Jan Antonowicz          | Polskie Stronnictwo Ludowe                                                | 48 656 |
|                                                       | Ligia Urniaż-Grabowska● | KWW Blok Senat 2001                                                       | 35 541 |
|                                                       | Jan Dworak              | KWW Blok Senat 2001                                                       | 33 684 |
|                                                       | Andrzej Szulc           | KWW Niezależnego Kandydata na Senatora Ziemi Mazowieckiej Andrzeja Szulca | 24 257 |
| Frekwencja: 42,10% Źródło: Państwowa Komisja Wyborcza |                         |                                                                           |        |

*Zbigniew Kruszewski i Adam Struzik reprezentowali w Senacie IV kadencji (1997–2001) województwo płockie, Ligia Urniaż-Grabowska była wcześniej przedstawicielką województwa skierniewickiego.

### Wybory parlamentarne 2005
| Kandydat                                              | Kandydat                       | Komitet wyborczy                        | Głosów |
| ----------------------------------------------------- | ------------------------------ | --------------------------------------- | ------ |
|                                                       | Janina Fetlińska               | Prawo i Sprawiedliwość                  | 78 559 |
|                                                       | Przemysław Berent              | Platforma Obywatelska RP                | 44 908 |
|                                                       | Jan Antonowicz                 | Polskie Stronnictwo Ludowe              | 38 610 |
|                                                       | Wiesława Filipek               | Samoobrona Rzeczpospolitej Polskiej     | 37 542 |
|                                                       | Tadeusz Święcki                | Samoobrona Rzeczpospolitej Polskiej     | 36 403 |
|                                                       | Piotr Zgorzelski               | Polskie Stronnictwo Ludowe              | 27 880 |
|                                                       | Zbigniew Kruszewski●           | Sojusz Lewicy Demokratycznej            | 25 363 |
|                                                       | Mieczysław Borowy              | Sojusz Lewicy Demokratycznej            | 19 564 |
|                                                       | Mieczysław Modzelewski         | Ruch Obrony Bezrobotnych                | 12 374 |
|                                                       | Krzysztof Jankowski            | Socjaldemokracja Polska                 | 10 911 |
|                                                       | Wiesław Stańczak               | Ruch Patriotyczny                       | 9978   |
|                                                       | Halina Pędziejewska            | Socjaldemokracja Polska                 | 8677   |
|                                                       | Jan Paszkowski                 | Partia Demokratyczna – demokraci.pl     | 7785   |
|                                                       | Elżbieta Czeremańska-Gocławska | KWW – Ogólnopolska Koalicja Obywatelska | 4907   |
|                                                       | Grażyna Ogórek                 | Polska Partia Narodowa                  | 4645   |
|                                                       | Adam Stoliński                 | Inicjatywa RP                           | 3471   |
| Frekwencja: 36,01% Źródło: Państwowa Komisja Wyborcza |                                |                                         |        |

### Wybory parlamentarne 2007
| Kandydat                                              | Kandydat           | Komitet wyborczy                      | Głosów  |
| ----------------------------------------------------- | ------------------ | ------------------------------------- | ------- |
|                                                       | Janina Fetlińska●  | Prawo i Sprawiedliwość                | 103 365 |
|                                                       | Eryk Smulewicz     | Platforma Obywatelska RP              | 98 971  |
|                                                       | Marek Martynowski  | Prawo i Sprawiedliwość                | 78 169  |
|                                                       | Henryk Kisielewski | Polskie Stronnictwo Ludowe            | 65 641  |
|                                                       | Arkadiusz Iwaniak  | KKW Lewica i Demokraci SLD+SDPL+PD+UP | 54 881  |
|                                                       | Andrzej Kolasa     | Polskie Stronnictwo Ludowe            | 54 574  |
|                                                       | Zbigniew Wyszyński | Samoobrona Rzeczpospolitej Polskiej   | 16 447  |
| Frekwencja: 47,05% Źródło: Państwowa Komisja Wyborcza |                    |                                       |         |

### Wybory uzupełniające 2010
Głosowanie odbyło się z powodu śmierci Janiny Fetlińskiej.
| Kandydat                                              | Kandydat          | Komitet wyborczy           | Głosów  |
| ----------------------------------------------------- | ----------------- | -------------------------- | ------- |
|                                                       | Michał Boszko     | Polskie Stronnictwo Ludowe | 132 427 |
|                                                       | Marek Martynowski | Prawo i Sprawiedliwość     | 127 446 |
|                                                       | Tomasz Kałużyński | Polska Plus                | 50 111  |
| Frekwencja: 48,97% Źródło: Państwowa Komisja Wyborcza |                   |                            |         |